# اوکو یاسوکاتا
اوکو یاسوکاتا ((به ژاپنی: 奥 保鞏 Oku Yasukata); ۵ ژانویهٔ ۱۸۴۷ – ۱۹ ژوئیهٔ ۱۹۳۰) سیاست‌مدار اهل ژاپن بود.
وی همچنین برندهٔ جوایزی همچون نشان بادبادک طلایی شده‌است.